# Girl Friend (박재범의 노래)
"Girl Friend"는 박재범의 첫 스튜디오 앨범인 《New Breed》에 수록된 싱글이다. 2011년 11월 3일, 대한민국과 아이튠즈에 디지털 싱글로 발매되었다.
뮤직비디오에는 정유미가 출연하였고, 미국 아이튠즈 싱글차트에서 48위에 올랐다.